# 黃腿象龜
黃腿象龜（學名：Chelonoidis denticulata）又稱黃腿陸龜、黃腳龜，是來自中美洲巴拿馬至南美洲阿根廷的一種中型陸龜。

## 特徵
成體背甲平均40-60公分，最長約82公分，背甲大多是茶色，各鱗甲的中央部分為黃褐色，周邊顏色較暗，背甲近後肢邊緣會略為鼓起，四肢鱗片尖端成橘黃色。

## 特性
棲息於熱帶常綠或落葉濕潤雨林，偏向草食性，以雜草、多肉植物果實及間中會以動物屍體為食。